# Championnat d'Amérique du Nord, centrale et Caraïbe féminin de football des moins de 20 ans
Le Championnat d'Amérique du Nord, centrale et Caraïbe de football féminin des moins de 20 ans est une compétition de soccer réservée aux joueuses de moins de 20 ans, créée en 2004. L'épreuve est qualificative pour la Coupe du monde de football féminin des moins de 20 ans.

## Palmarès
| 2004 | Canada                 | Canada     | 2 - 1                | États-Unis | Costa Rica | 4 - 3 | Mexique                |
| 2006 | Mexique                | États-Unis | 3 - 2                | Canada     | Mexique    | 4 - 1 | Jamaïque               |
| 2008 | Mexique                | Canada     | 1 - 0                | États-Unis | Mexique    | 3 - 2 | Costa Rica             |
| 2010 | Guatemala              | États-Unis | 1 - 0                | Mexique    | Costa Rica | 1 - 0 | Canada                 |
| 2012 | Panama                 | États-Unis | 2 - 1                | Canada     | Mexique    | 5 - 0 | Panama                 |
| 2014 | Îles Caïman            | États-Unis | 4 - 0                | Mexique    | Costa Rica | 7 - 3 | Trinité-et-Tobago      |
| 2015 | Honduras               | États-Unis | 1 - 0                | Canada     | Mexique    | 2 - 0 | Honduras               |
| 2018 | Trinité-et-Tobago      | Mexique    | 1 - 1 t. a. b. 4 - 2 | États-Unis | Haïti      | 1 - 0 | Canada                 |
| 2020 | République dominicaine | États-Unis | 4 - 1                | Mexique    | Haïti      | -     | République dominicaine |
| 2022 | République dominicaine | États-Unis | 2 - 0                | Mexique    | Canada     | 2 - 0 | Porto Rico             |
| 2023 | République dominicaine | Mexique    | 2 - 1                | États-Unis | Canada     | 5 - 3 | Costa Rica             |
| 2025 | Costa Rica             | Canada     | 3 - 2                | Mexique    | États-Unis | -     | Costa Rica             |